# Baszta (Rzędkowice)

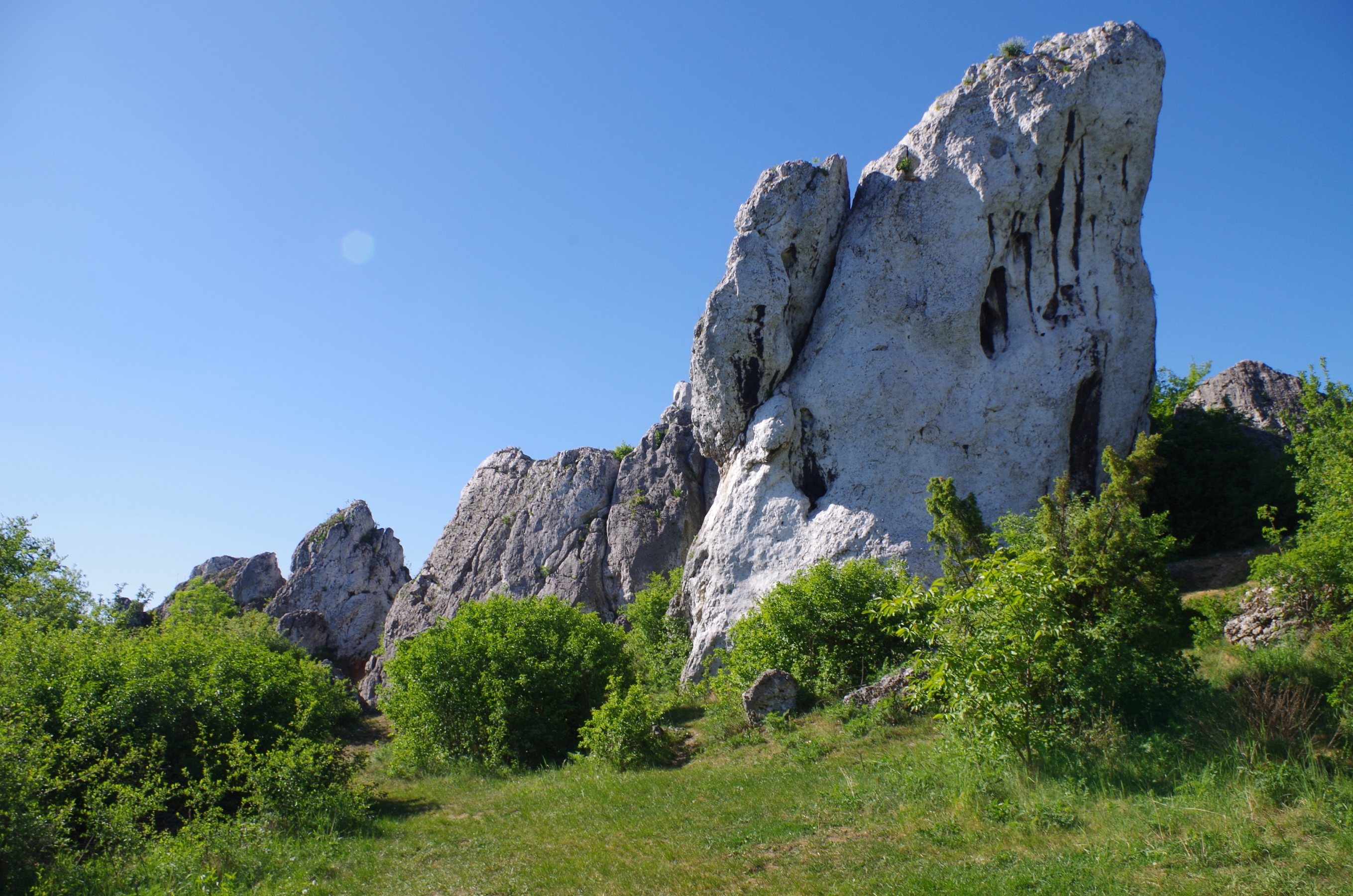

Baszta – skała na Wyżynie Częstochowskiej w miejscowości Rzędkowice w województwie śląskim, w powiecie zawierciańskim, w gminie Włodowice. Stanowi wschodnie zakończenie Małej Grani. Znajduje się w terenie otwartym, z niskimi podrostami drzew i krzewów. Należy do najmniejszych skał w Skałach Rzędkowickich.

## Wspinaczka skalna
Na Baszcie uprawiana jest wspinaczka skalna. Skały są pionowe lub przewieszone, mają wysokość do 12 m i znajdują się w pełnym słońcu. Jest 8 dróg wspinaczkowych o trudności od IV do VI.5 w skali Kurtyki i jeden projekt. Na większości dróg zamontowano stałe punkty asekuracyjne: ringi (r), stare kotwy (o) i stanowiska zjazdowe (st). Wśród wspinaczy są średnio popularne.

1. Forever; VI.2+, 5o
2. Qrwa, chwyt się urwał; VI+, 5r
3. Rysa Kirkina; V+, 4r
4. Casanova; VI.1, 5r + st
5. Jaja Casanovy; VI.1, 4r +st
6. Powrót Casanovy; VI.5, 5r +st
7. Projekt
8. Lot nad kukułczym gniazdem; VI.3, 5r +st
9. Skośna rysa; IV[2].